# San Girolamo dei Croati
San Girolamo dei Croati eller Chiesa di San Girolamo dei Croati (kroatiska: Hrvatska crkva svetog Jeronima, Kroatiska sankt Hieronymus-kyrkan) är en romersk-katolsk kyrkobyggnad i Rom i Italien. Kyrkan är helgad åt Hieronymus och är kroaternas nationskyrka i Rom. Den förlänas som titelkyrka åt kardinalpräster med kroatisk anknytning och den nuvarande titelinnehavaren är kardinal Josip Bozanić, ärkebiskop av Zagreb. I kyrkan, som ligger vid Via di Ripetta i rione Campo Marzio, frambärs mässoffret på kroatiska och italienska. San Girolamo dei Croati drivs av och ingår i det Sankt Hieronymus påvliga kroatiska institut vars byggnad ligger i direkt anslutning till kyrkan. 

## Namn
Kyrkan kallades tidigare för San Girolamo degli Illirici och senare San Girolamo degli Schiavoni för att i samband med Kroatiens självständighet och utträde ur Jugoslavien i början av 1990-talet byta till nuvarande namn. 

## Historia
Kyrkan uppfördes 1588–1589 på den mark som den 21 april 1453, på förfrågan av den kroatiska prästen Hieronymus av Potomje (Jeronim iz Potomja) från Pelješac, tilldelats den kroatiska gemenskapen i Rom av påven Nicolaus V. Då den kroatiska gemenskapen tilldelades marken på Tiberns östra strand, i närheten av Augustus mausoleum, låg här en fallfärdig kyrka invigd åt jungfrumartyren Marina, Santa Marina in Monte Augusto.
Den 21 oktober 1989 besöktes kyrkan av Johannes Paulus II.

## Bilder

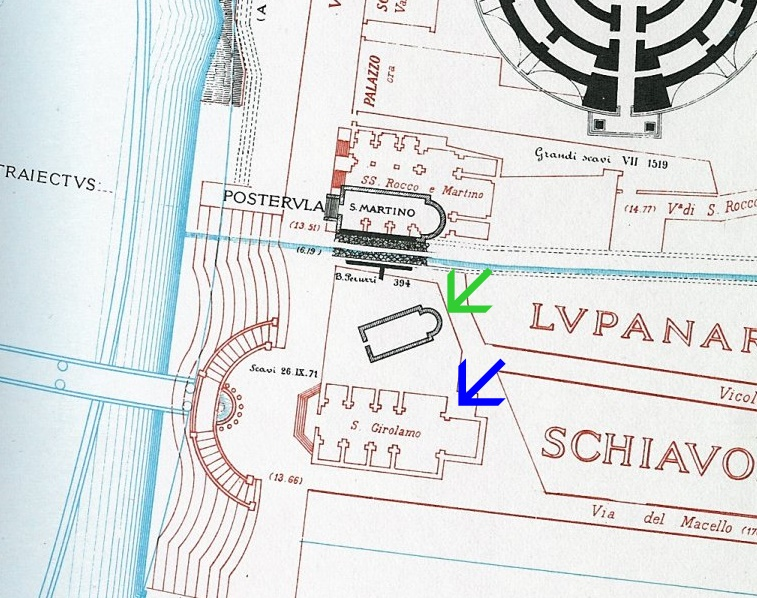
Dagens San Girolamo dei Croati (vid den blå pilen) och den på 1500-talet rivna kyrkan Santa Maria in Monte Augusto (vid den gröna pilen). Utsnitt från Rodolfo Lancianis Rom-karta från 1893–1901.